# Nepheloleuca bernadaria
Nepheloleuca bernadaria là một loài bướm đêm trong họ Geometridae.